# Catamarca (provincie)
Catamarca is een van de 23 provincies van Argentinië, gelegen in het noordwesten van het land aan de grens met Chili. De provinciale hoofdstad is (San Fernando del Valle de) Catamarca.

## Departementen
Catamarca is onderverdeeld in zestien departementen. 

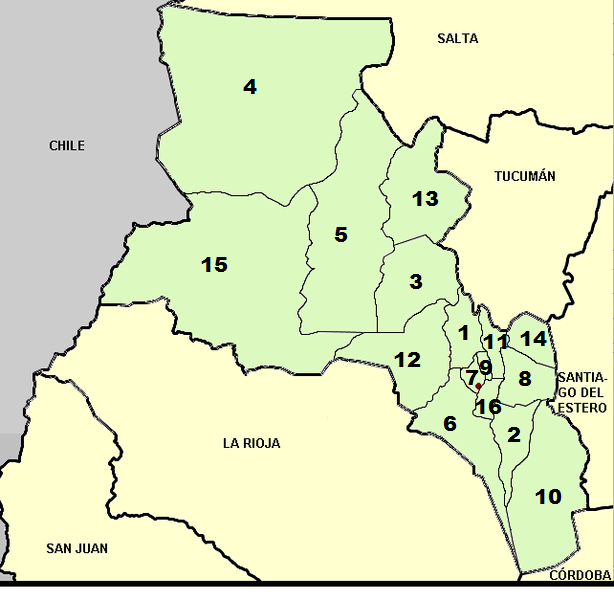
Bestuurlijke indeling van de provincie Catamarca en haar hoofdstad

| Nr. | Departement | Departement              | Hoofdplaats                         | Inwoners | Oppervlakte |
| --- | ----------- | ------------------------ | ----------------------------------- | -------- | ----------- |
| 1   |             | Ambato                   | La Puerta                           | 4.463    | 1.761 km²   |
| 2   |             | Ancasti                  | Ancasti                             | 2.917    | 2.412 km²   |
| 3   |             | Andalgalá                | Andalgalá                           | 18.132   | 4.497 km²   |
| 4   |             | Antofagasta de la Sierra | Antofagasta de la Sierra            | 1.436    | 28.197 km²  |
| 5   |             | Belén                    | Belén                               | 27.843   | 12.948 km²  |
| 6   |             | Capayán                  | Huillapima                          | 16.285   | 4.284 km²   |
| 7   |             | Capital                  | San Fernando del Valle de Catamarca | 159.703  | 684 km²     |
| 8   |             | El Alto                  | El Alto                             | 3.570    | 2.327 km²   |
| 9   |             | Fray Mamerto Esquiú      | San José                            | 11.896   | 280 km²     |
| 10  |             | La Paz                   | Recreo                              | 23.262   | 8.149 km²   |
| 11  |             | Paclín                   | La Merced                           | 4.185    | 985 km²     |
| 12  |             | Pomán                    | Saujil                              | 10.776   | 4.859 km²   |
| 13  |             | Santa María              | Santa María                         | 22.548   | 5.740 km²   |
| 14  |             | Santa Rosa               | Bañado de Ovanta                    | 12.034   | 1.424 km²   |
| 15  |             | Tinogasta                | Tinogasta                           | 22.360   | 23.582 km²  |
| 16  |             | Valle Viejo              | San Isidro                          | 27.242   | 580 km²     |